# 长生桥镇
长生桥镇，是中华人民共和国重庆市南岸区下辖的一个乡镇级行政单位。

## 交通
- 长生桥站

## 行政区划
长生桥镇下辖以下地区：
百乐园社区、桃花桥社区、同景国际社区、茶花社区、共和村、广福村、南山村、乐天村、桃花店村、腰子岗村、新塘村、白沙村、凉风村、花红村、天文村和茶园村。